# Fernando Weyne
Fernando da Costa Weyne (Santa María, 3 de setembro de 1868 — Fortaleza, 17 de abril de 1906) foi poeta, jornalista, contista e comediógrafo paraguaio-brasileiro.

## Biografia
Nasceu em San Fernando, Paraguai, fruto do relacionamento do tenente-coronel cearense Alfredo da Costa Weyne, que ali se achava em combate, com uma enfermeira paraguaia. Com menos de dois anos de idade, veio com o pai para o Brasil, indo residir em Porangaba, agora parte do município de Fortaleza, Ceará. 
Após os estudos primários, Fernando ingressou na Escola Militar, não chegando, porém, a terminar o curso. Todavia, desde muito jovem revelou seus pendores para as artes. Em 1895, começou a participar do Centro Literário, agremiação de intelectuais cearenses, no qual também participavam: Antônio Bezerra, Justiniano de Serpa, Júlio Olímpio, Rodrigues de Carvalho, Barão de Studart, Soares Bulcão, Aníbal Teófilo e tantos outros. Através desta agremiação, teve publicados os seus poemas Miudinhos, volume único, em 1895.
Em 1897, escreveu aquele que seria seu poema mais famoso: Loucuras, dedicado a uma ex-namorada, que, musicado por Roberto Xavier de Castro, outro membro do Centro Literário, em pouco tempo se tornou uma das modinhas mais populares do país com o título tirado do último verso: A Pequenina Cruz de Teu Rosário.
Escreveu peças teatrais, com preferência pelo gênero da comédia, dentre as quais destacam-se: O Lobisomem, Ventura Sem Ventura, Nem Mel Nem Cabaça e Quem Muito Escolhe. Também escreveu vários artigos de arte para o Jornal do Comércio do Rio de Janeiro.
Morreu de tuberculose, aos 38 anos, e seus restos mortais descansam no cemitério de Parangaba. Deixando inédito o trabalho A Aeronáutica, em que, depois de focalizar as suas origens, expunha a teoria do balão livre e a construção de um balão aerostático.